# SN 2002ln
SN 2002ln – supernowa typu II odkryta 6 czerwca 2002 roku w galaktyce A163924+4147. W momencie odkrycia miała maksymalną jasność 22,50m.